# Macaranga assas
Macaranga assas är en törelväxtart som beskrevs av Amougou. Macaranga assas ingår i släktet Macaranga och familjen törelväxter. Inga underarter finns listade i Catalogue of Life.